# Kanton Lugny
Lugny is een voormalig kanton van het departement Saône-et-Loire in Frankrijk. Het werd opgeheven bij decreet van 18 februari 2014, met uitwerking op 22 maart 2015. De gemeenten werden opgenomen in het nieuwe kanton Hurigny met uitzondering van Chardonnay en Grevilly die werden toegevoegd aan het kanton Tournus.
Het kanton Lugny omvatte de volgende gemeentes:
- Azé
- Bissy-la-Mâconnaise
- Burgy
- Chardonnay
- Clessé
- Cruzille
- Fleurville
- Grevilly
- Lugny (hoofdplaats)
- Montbellet
- Péronne
- Saint-Albain
- Saint-Gengoux-de-Scissé
- Saint-Maurice-de-Satonnay
- La Salle
- Viré